# Лусиано Вието
Лусиано Дапио Вието (на испански: Luciano Darío Vietto), испанско произношение: [luˈsjano ðaˈɾi.o ˈβjeto]) е аржентински футболист на аржентинския Расинг Клуб.